# Jules Claretie

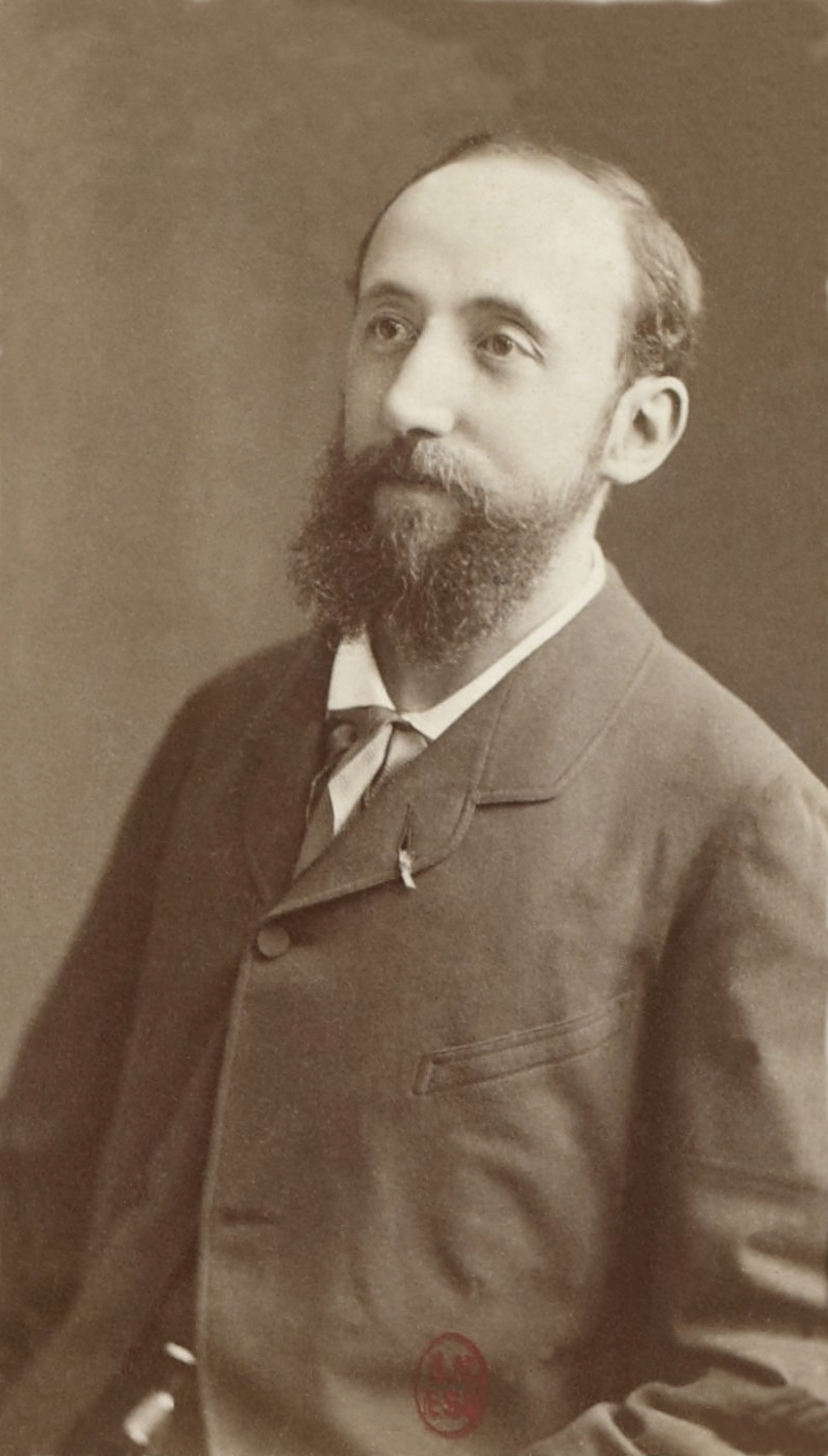
Jules Claretie.

Arsène Arnaud Jules Claretie (Limoges, 3 december 1840 - Parijs, 23 december 1913) was een Frans schrijver, theateracteur en historicus.

## Loopbaan
Claretie begon al vroeg met schrijven. Hij was behalve novelle- en romanschrijver (onder meer Madeleinde Bartit, Les amours d'un interne, Le train, Monsieur le Ministre, Le prince Zillah en Candidat) ook een historicus van betekenis. Van hem verschenen de geschiedkundige werken Les derniers montagnards, Histoire de la revolition, Cing ans enz., terwijl hij als toneelschrijver en toneelcriticus al spoedig een zo grote naam verwierf, dat hij in 1885, toen de plaats van administrateur van de comédie française openviel, hij algemeen als de meest geschikte persoon werd aangewezen.
Vele jaren is hij vast medewerker van de Temps geweest waarvoor hij wekelijks artikelen schreef, La Vie à Paris getiteld, stukken waarin hij de kern van het Parijse leven op een meesterlijke manier blootlegde, maar zich altijd  binnen de perken der beschaving hield, altijd geestig en altijd boeiend.  Niet alleen in de Temps verschenen zijn geschriften, ook in veel andere bladen en tijdschriften publiceerde hij zijn werk. De laatste maanden van zijn leven was in het Journal een uitgave verschenen van een nieuwe serie, zijn mėmoires, waaraan hij na zijn ontslagaanvrage net begonnen was.
Claretie was sinds 1883 lid van de Académie française en vervulde gedurende de laatste jaren de functie van rapporteur der Directionnaire-commissie.
- Bibsys: 90856984
- Biblioteca Nacional de España: XX1239748
- Bibliothèque nationale de France: cb118969296 (data)
- Catàleg d'autoritats de noms i títols de Catalunya: 981061028922806706
- CiNii: DA06632539
- Digitale Bibliotheek voor de Nederlandse Letteren: clar027
- Gemeinsame Normdatei: 119069830
- International Standard Name Identifier: 0000 0001 2283 1524
- Library of Congress Control Number: n83066581
- Base Léonore: LH//542/33
- MusicBrainz: af2959b4-0d4c-4d42-9ea8-66b555674726
- Bibliotheek van het Japanse parlement: 00652411
- Nationale Bibliotheek van Tsjechië: jn19990001398
- Nationale bibliotheek van Australië: 35028532
- Nationale Bibliotheek van Israël: 987007275659205171
- Nationale en Universitaire bibliotheek Zagreb: 000068830
- Nederlandse Thesaurus van Auteursnamen: 068743467
- Réseau des bibliothèques de Suisse occidentale: 02-A000036800
- Istituto Centrale per il Catalogo Unico: RAVV057810
- LIBRIS: 276097
- SNAC: w67948hn
- Système universitaire de documentation: 026790165
- Trove: 801870
- Virtual International Authority File: 95172612
- WorldCat: E39PBJxCCTGMgf6VtvVgRcjBfq